# Tuomas Iisalo
Tuomas Iisalo (Helsinki, 29 de julio de 1982) es un exjugador y entrenador de baloncesto finlandés, que actualmente es interino de los Memphis Grizzlies de la NBA.

## Trayectoria

### Jugador
Como jugador ocupaba la posición de escolta y estuvo durante 14 temporadas en activo. En la temporada 2000-01 debutaría en las filas del Kouvot Kouvola y posteriormente pasaría por los equipos de Tapiolan Honka, hasta en tres etapas diferentes, de nuevo en el Kouvot Kouvola y una temporada en el Torpan Pojat, todos en el país finés.

### Entrenador
Tras finalizar su carrera como jugador, en la temporada 2014-15 fue nombrado entrenador del Tapiolan Honka de la Korisliiga y entrenador asistente de la Selección de baloncesto de Finlandia Sub-15. 
En marzo de 2016, firmó con Crailsheim Merlins de la ProA (Basketball Bundesliga), la segunda división del baloncesto germano. Al término de la temporada 2016-17, logró la segunda posición de la liga. 
En la temporada 2017-18, Crailsheim volvió a acabar en el segundo puesto de la clasificación y esta vez si logró el ascenso a la Basketball Bundesliga.
Durante las temporadas 2018-19 y 2019-20, lograría estabilizar al conjunto germano en la Basketball Bundesliga.
En la temporada 2020-21, lograría clasificar al Crailsheim Merlins para disputar los playoffs de la Bundesliga.
En mayo de 2021, firmó un contrato por dos temporadas con el Telekom Baskets Bonn de la Basketball Bundesliga. Llevó al equipo a la gloria de la Liga de Campeones en la temporada 2022-23 y terminó subcampeón de la Bundesliga. 
El 29 de junio de 2023 fue fichado por el Paris Basketball. Allí ganó la Leaders Cup y Eurocup, siendo elegido mejor entrenador de la competición.
El 6 de julio de 2024 firmó por tres temporadas como entrenador asistente de Taylor Jenkins en los Memphis Grizzlies de la NBA. El 28 de marzo de 2025 fue ascendido a entrenador interino después de que Jenkins fuera despedido.

## Estadísticas como entrenador
| Equipo  | Año     | P | V | D | V–D% | Finalizado       | PP | VP | DP | PV–D% | Resultado               |
| ------- | ------- | - | - | - | ---- | ---------------- | -- | -- | -- | ----- | ----------------------- |
| Memphis | 2024-25 | 9 | 4 | 5 | .444 | 2.º en Southwest | 4  | 0  | 4  | .000  | Pierde en primera ronda |
| Total   | Total   | 9 | 4 | 5 | .444 |                  | 4  | 0  | 4  | .000  |                         |